# Kazuya Maeda
Kazuya Maeda (前田 和也 Maeda Kazuya?, nacido el 8 de enero de 1984 en Tochigi) es un exfutbolista japonés. Jugaba de defensa y su último club fue el Tochigi Uva FC de Japón.

## Trayectoria

### Clubes
| Club              | País  | Año         |
| ----------------- | ----- | ----------- |
| FC Tokyo          | Japón | 2002 - 2006 |
| Sagawa Printing   | Japón | 2003        |
| Montedio Yamagata | Japón | 2006 - 2007 |
| Tochigi Uva FC    | Japón | 2008 - 2013 |

## Palmarés

### Títulos nacionales
| Título         | Club     | País  | Año  |
| -------------- | -------- | ----- | ---- |
| Copa J. League | FC Tokyo | Japón | 2004 |